# Дмитриев, Леонтий
Леонтий Дмитриев — крупный торговец хлебом и солью, судовладелец, живший в XVI веке. Занимался ростовщичеством, благодаря чему и приобрел известность. После его смерти осталось завещание, согласно которому дети Леонтия Дмитриева получали ценные бумаги на 15-17 тысяч рублей золотом. Был одним из известных торговцев и деятелей Белозерска (до XVIII века — Белоозера).

## Биография
Леонтий Дмитриев жил в городе Белозерске. Он торговал солью, хлебом, в его собственности были амбары, в которых хранились вышеуказанные товары для продажи. Один из его амбаров располагался в Крохине на острове. Владельцем амбара был Иван Матюнин, а Леонтий Дмитриев его арендовал для хранения хлеба и соли, которые он скупал, чтобы потом перепродать. По одним данным, у него также был свой собственный амбар, который размещался «на Коротком». По другим данным, таких амбара было целых два, и еще один располагался на реке Пидьме. Его амбары находились на пути перевозки соли из Каргополя в Белоозер.
Леонтий Дмитриев совершал торговые операции, давал взаймы, сам занимал деньги. Одним из тех, кто давал деньги взаймы Леонтию Дмитриеву, был Кирьян Алексеев сын Мамышев — сборщик таможенных пошлин в 1551 году. Этим же занимался и его брат Ефим. Леонтий Дмитриев был владельцем речного транспорта — есть данные, что среди его собственности было большое и вместительное судно, которое оценивалось в 30 рублей.
Историки считают, что Дмитриев был посадским человеком города Белоозера и полагают, что он также был известен по имени «Леонтия Сумы белозерца», который в период с 1539 по 1551 год внес большой вклад в развитие Кирилло-Белозерского монастыря. Помощь, которую он оказывал, была не меньше, чем у богатых бояр или Ивана IV. Есть предположение, что торговец занимался также винокурением, так как у него был «куб винный с трубой».
Незадолго до того, как составить завещание, Леонтий Дмитриев купил в Каргополе 128 рогож соли, заплатив за это 117 рублей. А в амбарах, которые находились в Крохине и Коротком, было 108 рогож соли и 554 рогожи ржи, стоимостью 324 рубля.
По одним данным, завещание Леонтия Дмитриева датировано началом XVI века. По другим данным, этот документ был составлен в конце 1540-х — начале 1550-х годов.
Свое судно Леонтий Дмитриев пожертвовал в Ферапонтов монастырь. Векселя, ценные бумаги на сумму 15-17 тысяч рублей золотом, склады с хлебом и солью он оставил своим детям — у него было три дочери. Также им должна была достаться 1725 рублей, которые он ссужал различным людям. Долгов у самого Дмитриева не было.
Сохранились сведения про домашнюю обстановку и различные вещи торговца и землевладельца. Иконы, которые находились в его доме, были написаны на золоте. Из одежды, есть данные про однорядку, для шитья которой использовали дорогой сорт брюггского сукна лазоревого цвета, и предположительно суконный охабень багрового цвета. Среди женской одежды в его доме был беличий кортель, куний торлоп, беличья, кунья шубы и шуба из зеленого сукна, 3 летника, для изготовления которых использовались иностранные ткани и ожерелье бобровое наметное. Также есть сведения про красный мухояр, изуфр, шелковую камку. Одежда Леонтия Дмитриева и его семьи отличалась материалами, из которых она была сшита, а также формами, от той одежды, которые носили менее состоятельные люди. Гости в доме торговца Леонтия Дмитриева ели из оловянной или медной посуды. В его хозяйстве был рукомойник и медная лохань.